# Zeitgeist Film
Zeitgeist Film er et uafhængigt dansk filmselskab, grundlagt af Søren Juul Petersen.

## Filmografi
- Skyggen (1998)
- Regel nr. 1 (2003)
- Erik of het klein insectenboek (2004)
- Af banen (2005)
- Remix (2008)

## Eksterne links
- Zeitgeist Film hjemmeside Arkiveret 28. april 2016 hos  Wayback Machine
- Zeitgeist Film blog